# Російське ембарго на грузинські та молдовські вина (2006)
Заборона на російський імпорт молдовських і грузинських вин почалася наприкінці березня 2006 року і породила великий дипломатичний конфлікт між Молдовою і Грузією, з одного боку, і Росією, з іншого. Торгівля вином з Росією в той час становила 80-90% від загального експорту вина між двома країнами.

## Опис причин
Головний санітарний лікар Росії Геннадій Онищенко заявив, що в грузинських і молдавських винах виявлено важкі метали і пестициди, а також фальсифіковану алкогольну продукцію, марковану як вина. Російське агентство захисту прав споживачів заявило, що перевірило 21 сорт грузинського вина, що продається в Москві, і дійшло висновку, що 85,7% не відповідало санітарним вимогам. Пестициди були відкриті в 60% зразків з Молдови та 44% у зразках грузинських вин. Проте влада Молдови стверджує, що є докази, надані самими росіянами та десятками інших країн світу, які імпортують молдовські вина без повідомлень про проблеми. Молдовська сторона стверджувала, що заборона фактично є економічним шантажем.
Заборона на імпорт вина з’явилася на тлі загострення дипломатичних відносин між державами на тлі змін, спричинених Революцією троянд і переходу Грузії на пронатовський / проєвропейський вектор, а також розбіжності позицій між Росією та Молдовою щодо майбутнього Придністров'я. Роком раніше російська Дума вимагала заборонити імпорт молдовського вина, оскільки вважалося, що Молдова проводить антиросійську політику.